# Singajaya (Jonggol)
Singajaya is een bestuurslaag in het regentschap Bogor van de provincie West-Java, Indonesië. Singajaya telt 11.910 inwoners (volkstelling 2010).